# Inyo County
Das Inyo County ist ein County im Osten des US-Bundesstaates Kalifornien. Der Verwaltungssitz (County Seat) ist Independence.

## Geographie
Inyo County liegt zwischen dem Gebirgskamm der Sierra Nevada mit unter anderen dem Mount Whitney im Westen und der Staatsgrenze zu Nevada im Osten. Dazwischen liegt das von Nordwest nach Südost gestreckte Owens Valley des Owens River, in dem alle nennenswerten Siedlungen des County liegen. Das Tal wird durch den U.S. Highway 395 erschlossen.
Der Death Valley Nationalpark, mit Badwater als dem tiefsten Punkt Amerikas, liegt im Osten des Countys und macht knapp die Hälfte seiner Fläche aus. Die Anteile des Countys in der Sierra Nevada sowie ein Teil der Inyo Mountains und der White Mountains gehören zum Inyo National Forest, einem Nationalforst unter Verwaltung des U.S. Forest Service. Teile des National Forests in der Sierra sind unter den Namen John Muir Wilderness, Golden Trout Wilderness und South Sierra Wilderness als Wilderness Area ausgewiesen, der schärfsten Klasse von Naturschutzgebieten in den Vereinigten Staaten.
Im Süden reichen große Teile des Truppenübungsplatzes der U.S. Navy China Lake Naval Weapons Center in das County.
Im County liegen mit dem Mount Whitney und Badwater sowohl der höchste Berg der Vereinigten Staaten außerhalb Alaskas als auch der tiefste Punkt Amerikas.

## Geschichte
Der Inyo County wurde 1866 aus Teilen des Mono County und Tulare County gebildet und ist nach den Inyo Mountains benannt.
Während des Zweiten Weltkriegs waren im Manzanar War Relocation Center zwischen Independence und Lone Pine 10.000 Japaner und japanischstämmige Amerikaner interniert.
Im Inyo County liegt eine National Historic Landmark, der Coso Rock Art District. 16 weitere Bauwerke und Stätten des Countys sind im National Register of Historic Places eingetragen.

## Naturgeschichte
Der Inyo County besitzt mehrere natürliche Sehenswürdigkeiten:
- Der Berg Mount Whitney ist mit 4418 m der höchste Punkt der Vereinigten Staaten außerhalb Alaskas.
- Badwater im Death-Valley-Nationalpark ist mit 85,5 m unter dem Meeresspiegel der niedrigste Punkt der USA.
- Exemplare der Langlebigen Kiefer (Pinus longaeva) zählen zu den ältesten Bäumen der Welt.
- Owens Valley ist das tiefste Tal des Amerikanischen Kontinents.

## Demografische Daten

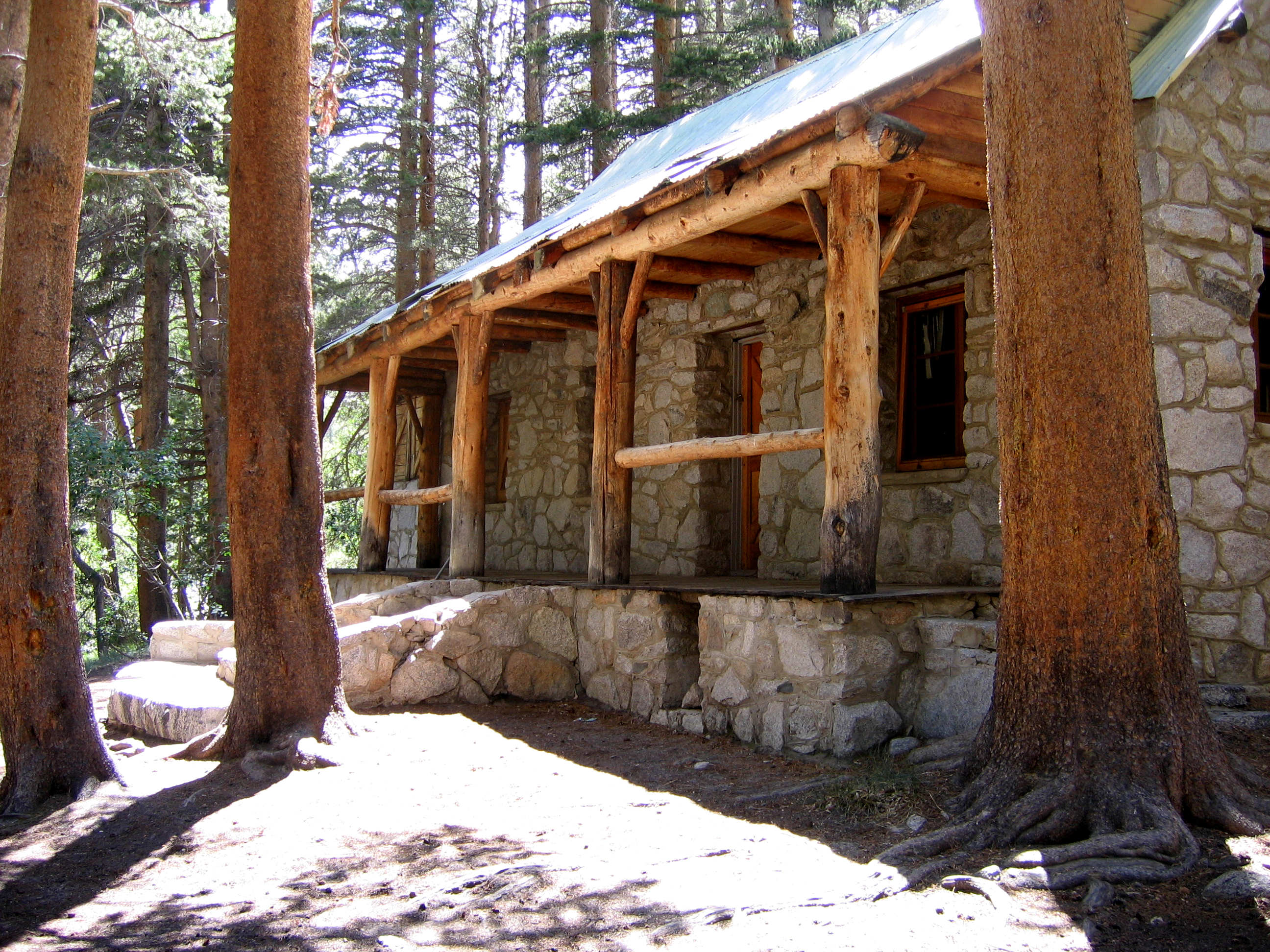
Das Chaney High Sierra House, gelistet im NRHP

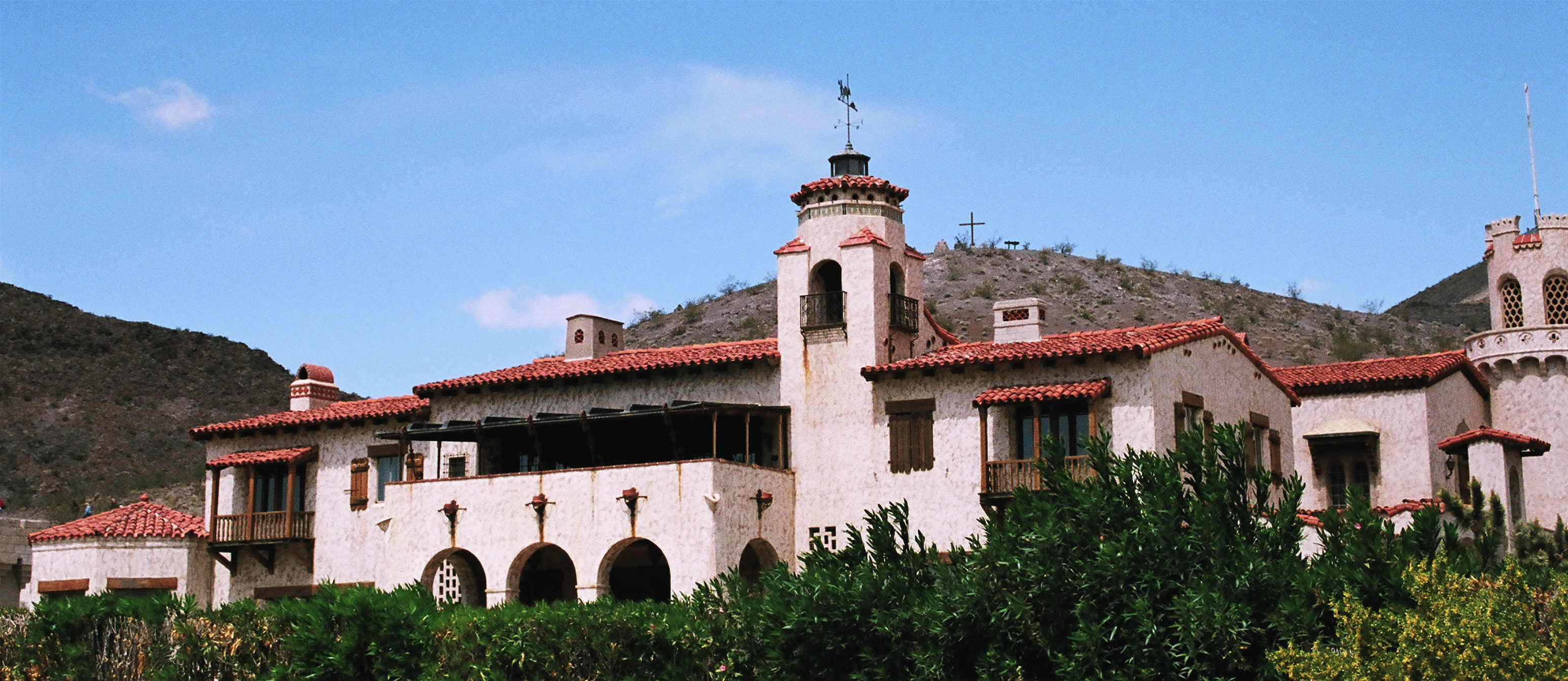
Scotty’s Castle, gelistet im NRHP

Nach der Volkszählung im Jahr 2000 lebten im Inyo County 17.945 Menschen. Es gab 7703 Haushalte und 4937 Familien. Die Bevölkerungsdichte betrug 1 Einwohner pro Quadratkilometer. Ethnisch betrachtet setzte sich die Bevölkerung zusammen aus 80,06 % Weißen, 0,16 % Afroamerikanern, 10,04 % amerikanischen Ureinwohnern, 0,91 % Asiaten, 0,08 % Bewohnern aus dem pazifischen Inselraum und 4,60 % aus anderen ethnischen Gruppen; 4,15 % stammten von zwei oder mehr ethnischen Gruppen ab. 12,58 % der Bevölkerung waren spanischer oder lateinamerikanischer Abstammung.
Von den 7703 Haushalten hatten 27,90 % Kinder und Jugendliche unter 18 Jahre, die bei ihnen lebten. 49,80 % waren verheiratete, zusammenlebende Paare, 9,90 % waren allein erziehende Mütter. 35,90 % waren keine Familien. 31,40 % waren Singlehaushalte und in 13,60 % lebten Menschen im Alter von 65 Jahren oder darüber. Die Durchschnittshaushaltsgröße betrug 2,31 und die durchschnittliche Familiengröße lag bei 2,88 Personen.
Auf das gesamte County bezogen setzte sich die Bevölkerung zusammen aus 24,40 % Einwohnern unter 18 Jahren, 5,80 % zwischen 18 und 24 Jahren, 23,40 % zwischen 25 und 44 Jahren, 27,30 % zwischen 45 und 64 Jahren und 19,10 % waren 65 Jahre alt oder darüber. Das Durchschnittsalter betrug 43 Jahre. Auf 100 weibliche Personen kamen 95,40 männliche Personen, auf 100 Frauen im Alter ab 18 Jahren kamen statistisch 92,90 Männer.
Das jährliche Durchschnittseinkommen eines Haushalts betrug 35.006 USD, das Durchschnittseinkommen der Familien betrug 44.970 USD. Männer hatten ein Durchschnittseinkommen von 37.270 USD, Frauen 25.549 USD. Das Prokopfeinkommen betrug 19.639 USD. 12,60 % Prozent der Bevölkerung und 9,30 % der Familien lebten unterhalb der Armutsgrenze. 16,00 % davon waren unter 18 Jahre und 8,30 % waren 65 Jahre oder älter.

## Orte im County

### Städte
- Bishop

### Census-designated places
- Big Pine
- Cartago
- Charleston View
- Darwin
- Dixon Lane-Meadow Creek
- Furnace Creek
- Homewood Canyon
- Independence
- Keeler
- Lone Pine
- Mesa
- Olancha
- Pearsonville
- Round Valley
- Shoshone
- Tecopa
- Trona
- Valley Wells
- West Bishop
- Wilkerson

## Bildung
Im Deep Springs Valley befindet sich das 1917 gegründete Deep Springs College.